# Memoria (jeu vidéo)
Pour les articles homonymes, voir Memoria.
Memoria (Das Schwarze Auge: Memoria en version originale) est un jeu vidéo d'aventure en pointer-et-cliquer développé et édité par Daedalic Entertainment, sorti en 2013 sur Windows et Mac OS.
L'intrigue transporte le joueur dans le monde de fantasy de L'Œil noir. Il fait suite à L'Œil noir : Les Chaînes de Satinav.

## Accueil
- Gamekult : 6/10[1]
- Jeuxvideo.com : 16/20[2]